# Sänkningen av S/S Athenia

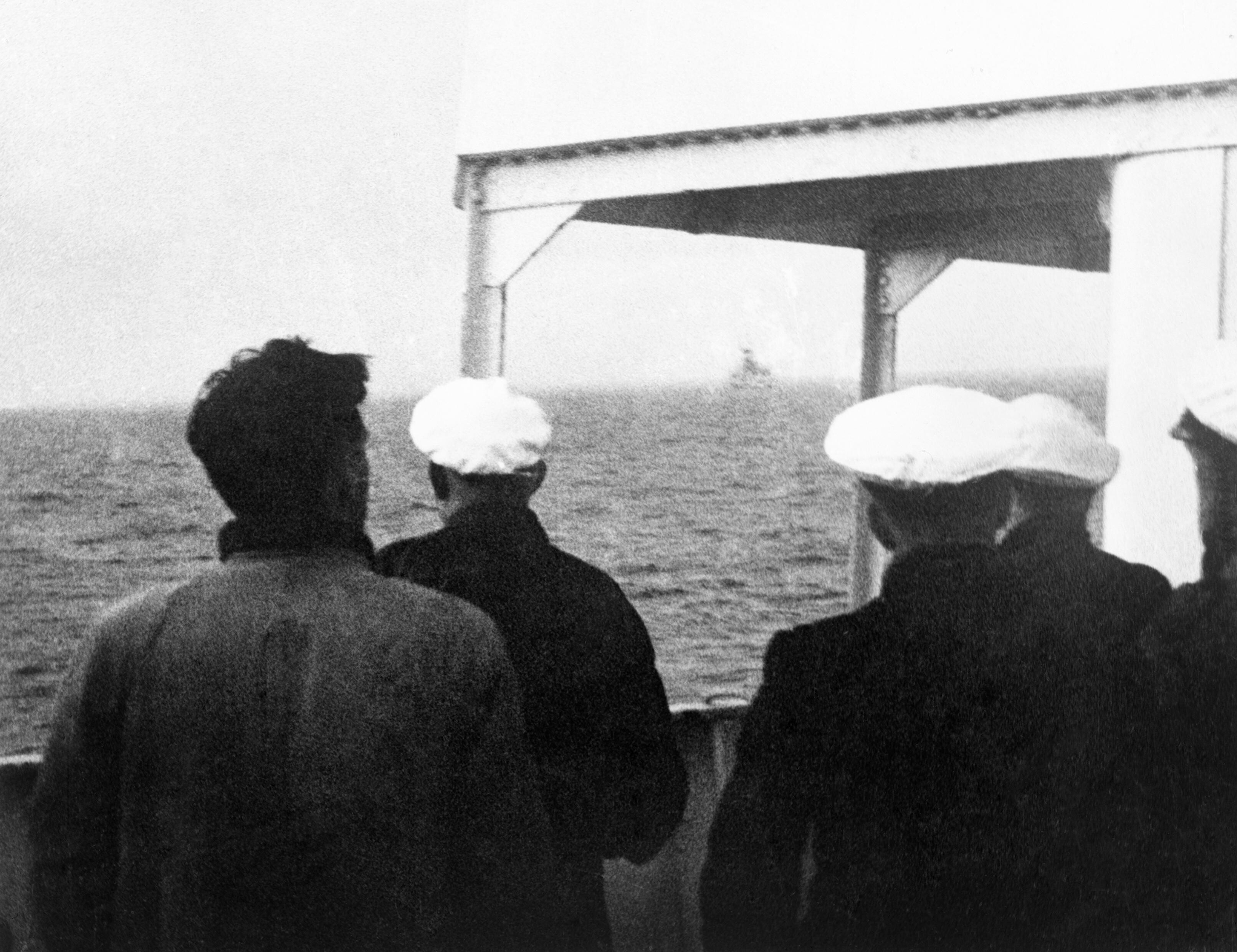
Sjömän som iakttar S/S Athenias undergång.

Sänkningen av S/S Athenia var en tysk torpedering av ett civilt brittiskt passagerarfartyg under andra världskriget. Sänkningen ägde rum den 3 september 1939, på krigets tredje dag och samma dag som Frankrike och Storbritannien förklarade Tyskland krig. Det var den första torpederingen av ett fartyg under kriget.

## Passagerarfartyget S/S Athenia

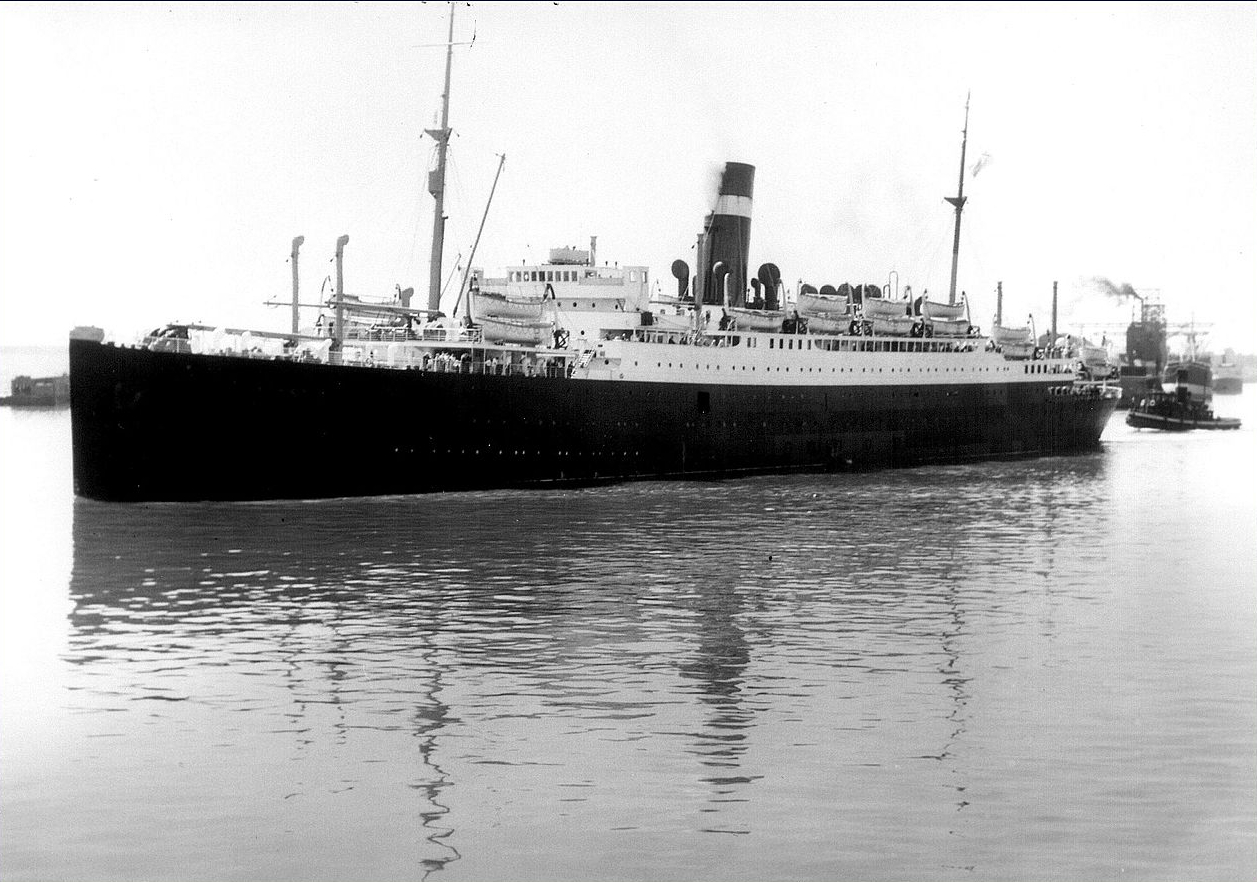
S/S Athenia i Montreals hamn 1933.

S/S Athenia var ett passagerarfartyg som ägdes av rederiet Donaldson Atlantic Line och gick i linjefart mellan Storbritannien och Kanada. Hon var byggd på Fairfield Shipbuilding and Engineering Company i Glasgow 1923, 160 meter lång, på 13 465 bruttoregisterton och med en högsta fart på 15 knop.
Andra världskriget startade med Tysklands överfall på Polen den 1 september 1939, vilket följdes av en krigsförklaring av Frankrike och Storbritannien den 3 september efter att ett ultimatum mot Tyskland gått ut klockan 11:00. Athenia lämnade Glasgow för att segla till Montreal via Liverpool på morgonen den 1 september 1939 och Liverpool den 2 september klockan 13:00. Hon hade totalt 1 103 passagerare, flertalet kanadensare och amerikanare som ville återvända från Europa som en krigsskådeplats, samt 315 besättningsmedlemmar. På kvällen den 3 september befann hon sig 60 sjömil söder om Rockall och 250 sjömil nordväst om Irland, när hon siktades av den tyska ubåten U-30. Befälhavaren på Athenia James Cook hade till sjöss fått radiomeddelande om utbrottet av kriget mellan Storbritannien och Tyskland, och vidtagit försiktighetsåtgärder. Livbåtarna förbereddes för evakuering, arbete med mörkläggning hade vidtagits och fartyget styrdes mot kvällen i zickzack för att försvåra träffar vid torpedering.

## UbåtenU-30
U-30 hade lämnat sin bas i Wilhelmshaven den 22 augusti med den 26-årige löjtnanten Fritz-Julius Lemp som befälhavare. Den hade tagit position nordväst om Irland och avvaktade vidare händelser. Den 1 september överföll Tyskland Polen, och den 3 september efter klockan 11:00 förklarade Storbritannien Tyskland krig.
U-30 upptäckte Athenia på eftermiddagen och följde efter Athenia i tre timmar, varefter den omkring klockan 19.35 avfyrade torpeder mot Athenia från 300 meters håll, varav en fastnade i torpedtuben och en träffade och gick in i fartygets maskinrum, varefter fartyget började ta in vatten. Efter torpederingen gick ubåten i ytläge och avlossade en granat mot Athenias radiomaster, vilken missade.. På förmiddagen den 4 september omkring klockan 10.45, 14 timmar efter torpederingen, sjönk S/S Athenia med aktern först.
När ubåten gick upp i ytvattenläge efter torpederingen, kunde dess besättning se livbåtar och höra skrik och därmed inse att den torpederat en civil passagerarbåt. Den lämnade dock omedelbart platsen utan att hjälpa överlevande, vilket var mer än två år före utfärdandet av tyska marinens Laconiaorder, vilket förbjöd tyska ubåtar att bispringa överlevande i liknande situationer.

## Evakuering av överlevande

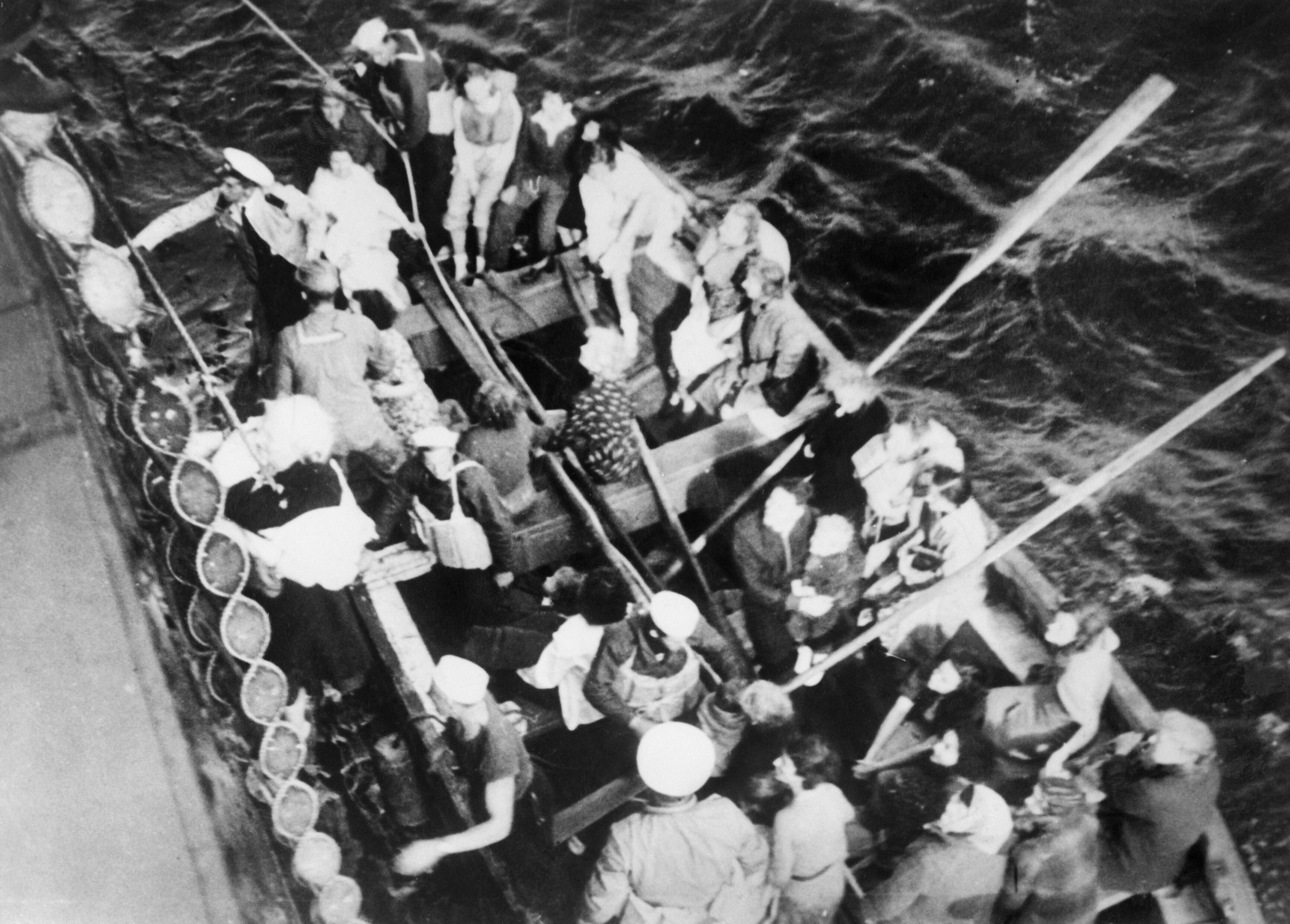
Överlevande från S/S Athenia hissas ombord på det amerikanska fraktfartyget S/S City of Flint.

Det framgick omedelbart att Athenia var på väg att sjunka. Vädret var lugnt och klart, månen var uppe och fartyget hade 26 livbåtar, tillräckligt för passagerare och besättning. Den exploderande torpeden hade lett till ett mindre antal dödade och skadade. En evakuering påbörjades omedelbart efter träffen och fungerade bra. Efter mindre än en och en halv timme återstod enbart motorlivbåten för de sista ur besättningen och för ett fåtal återstående passagerare.
Nödsignalerna från Athenia uppfattades av Malin Head Radio Station i Nordirland och av flera fartyg i närheten, och det norska torrlastfartyget Knute Nelson, den svenska motoryachten Southern Cross samt det amerikanska fraktfartyget City of Flint seglade till undsättning. Det brittiska amiralitetet beordrade också de brittiska jagarna Electra, Fame och Escort att gå till torpederingsplatsen. Det tyska passagerarfartyget Bremen, på väg mellan New York och Murmansk, ignorerade nödanropet.
City of Flint anlände strax efter midnatt och Southern Cross omkring 02:30. Dessa och övriga fartyg räddade sammanlagt 981 personer fram till framemot klockan 07:00. Av dessa togs 233 personer med av City of Flint över Atlanten till Halifax, landsattes 450 av Knute Nelson i Galway på Irland och övriga seglade med de brittiska örlogsfartygen till Skottland. 98 passagerare och 19 besättningsmän omkom, varav fler än hälften i olyckor under räddningsaktionen. Bland annat krossades en livbåt av Knute Nelsons propeller och en annan livbåt av Southern Cross utskjutande akter i de tre meter höga sjöhävningarna när den skulle runda den för att komma till läsidan.

## Den tyska mörkläggningen
Den tyska mörkläggningen började omedelbart ombord på ubåten. Befälhavaren underlät att rapportera torpederingen till högkvarteret, trots att detta var en stående order, utan höll radiotystnad till den 14 september, och inte då heller avlämnades rapport. I stället avsvor han besättningens tystnad om händelsen.
Det tyska amiralitetet fick uppgift om Athenias sänkning via British Broadcasting Corporation och påstås ha misstrott meddelandet, eftersom det av ubåtskommandot ansågs ofattbart att en tysk ubåtskapten avsiktligt skulle ha sänkt ett civilt passagerarfartyg. Den tyska regeringen förnekade omedelbart all tysk inblandning i sänkningen och skyllde den på brittiska minor eller andra medvetna brittiska åtgärder.
U-30 återvände till sin bas den 27 september och mottogs där av ubåtskommandots chef Karl Dönitz på kajen. Lemp medgav till Dönitz att han var ansvarig för sänkningen, men ursäktade sig med att han uppfattat henne som ett beväpnat handelsfartyg och att han först efter att ha hört Athenas nödsignaler hade identifierat henne som ett passagerarfartyg. Karl Dönitz beordrade åtgärder för mörkläggning av sänkningen, bland annat genom att se till att Lemp bytte ut skeppsdagbokens sida för den 3 september och skrev in en position 200 sjömil väster om torpederingsplatsen. Lemp flögs till Berlin för att avlägga rapport på flottchefen Erich Raeder, vilken godtog Lemps förklaring att han handlat i god tro och beslöt att inte arrangera krigsdomstolsförhandlingar. Amiralitetet behöll mörkläggning av affären, vilken klarlades av de allierade först efter krigets slut i förhör med den i maj 1940 tillfångatagna besättningsmannen på U-30 Adolf Schmidt, som den 19 september 1939 sårad landsatts på Island av U-30.

## Reaktioner på torpederingen
Trots att 28 amerikanska medborgare var bland offren, var den amerikanska reaktionen svag. Händelsen inträffade två dagar innan president Franklin D. Roosevelt den 5 september deklarerade att USA stod neutralt i kriget.
Det brittiska amiralitetet anklagade Tyskland för att återupprepa det oinskränkta ubåtskriget från första världskriget och inte följa Prize-reglerna.
I Tyskland reagerade Adolf Hitler med ilska mot U-30:s överträdelse av de under krigets inledande period gällande återhållsamma reglerna för ubåtstorpederingar. Han beordrade den 4 september att ingen attack fick ske mot några passagerarfartyg.

## Nürnbergrättegången
U-30:s befälhavare Fritz-Julius Lemp undslapp åtal inför krigsförbrytardomstal efter krigsslutet, eftersom han omkommit efter det att ubåten U-110 satts ur spel av jagaren HMS Bulldog nära Island den 9 maj 1941, möjligen i självmord, efter att ha överlevt en sjunkbombsattack, fått upp ubåten i ytläge, men av någon anledning misslyckats med att förstöra ubåtens Enigmakrypteringsmaskin och kodnycklar.
Mörkläggningen av Atheniaaffären togs upp bland anklagelserna mot Erich Raeder och Karl Dönitz i Nürnbergrättegångarna, där bägge förklarades skyldiga för krigsförbrytelser.